# John F. Kennedy Library
La John F. Kennedy Library è una biblioteca presidenziale dedicata a John Fitzgerald Kennedy, 35º Presidente degli Stati Uniti. Ospita numerosi documenti relativi alla presidenza Kennedy ed effetti personali appartenuti al Presidente.
Si trova a Dorchester, un quartiere della città di Boston, nel Massachusetts. L'edificio principale è stato progettato dall'architetto americano di origine cinese Ieoh Ming Pei. I lavori per la costruzione della struttura, che copre un'area di circa 4 ettari, iniziarono in agosto del 1977 e terminarono in ottobre del 1979, con un costo stimato in 20,8 milioni di dollari.
La biblioteca e il museo furono inaugurati ufficialmente il 20 ottobre 1979, alla presenza del presidente Jimmy Carter e di rappresentanti della famiglia Kennedy, tra cui la figlia Caroline Kennedy.
All'esterno dell'edificio è esposta, dalla primavera all'autunno, la nave a vela personale del Presidente, la Victura. L'archivio audiovisivo contiene oltre 400.000 fotografie del periodo 1910-1983, circa 2 milioni di metri di pellicola del periodo 1910-1983 e 11.000 bobine di registrazioni audio del periodo 1910-1985.